# Bang Khun Thian
Bang Khun Thian (in thailandese: บางขุนเทียน) è uno dei 50 distretti (khet) della città di Bangkok, in Thailandia.